# 세계의 법계

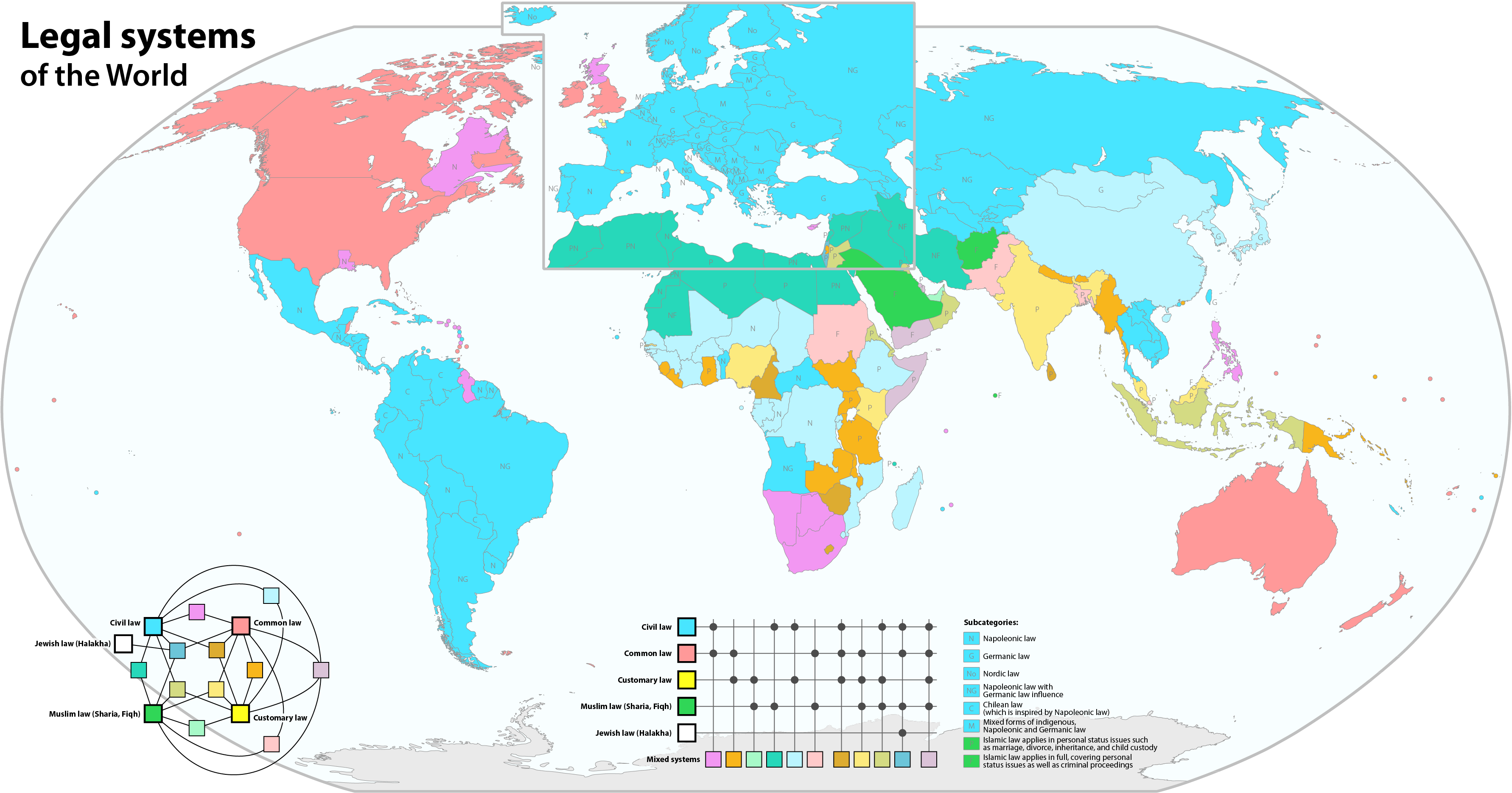
세계의 법계

법계(法系) 또는 법체계(法體系)는 법의 체계를 구분하는 기준을 말한다. 법계를 구분하는 기준으로는 법원을 기준으로 하거나, 인종, 법규범의 내용, 이데올로기 등이 있지만, 일반적으로 법원을 기준으로 다음의 4개 주요 법계로 나눈다.
- 대륙법계
- 영미법계
- 관습법
- 종교법

이 밖에도 각 나라가 여러 시스템의 장점을 혼합하여 새로운 법계의 성격을 띠기도 한다.

## 대륙법계
대륙법을 취한 국가는 전 세계에서 가장 널리 분포되어 있다. 유럽대륙법이라고도 한다. 로마법과 게르만법을 근간으로 하여 독일과 프랑스 등의 유럽 대륙에서 발달하였다. 성문법을 중심으로 한다.
대륙법계 국가는 대체적으로 다음 국가이다.
| 국가            | 설명                |
| --------------- | ------------------- |
| 알바니아        |                     |
| 오스트리아      |                     |
| 벨기에          |                     |
| 불가리아        |                     |
| 브라질          |                     |
| 칠레            |                     |
| 중화인민공화국  | 중화인민공화국의 법 |
| 콜롬비아        |                     |
| 크로아티아      |                     |
| 체코            |                     |
| 쿠바            |                     |
| 덴마크          |                     |
| 도미니카 공화국 |                     |
| 에콰도르        |                     |
| 에스토니아      |                     |
| 핀란드          |                     |
| 프랑스          |                     |
| 독일            |                     |
| 그리스          |                     |
| 과테말라        |                     |
| 아이티          |                     |
| 헝가리          |                     |
| 이탈리아        |                     |
| 일본            |                     |
| 라오스          |                     |
| 라트비아        |                     |
| 리투아니아      |                     |
| 룩셈부르크      |                     |
| 마카오          |                     |
| 멕시코          |                     |
| 네덜란드        |                     |
| 노르웨이        |                     |
| 파나마          |                     |
| 페루            |                     |
| 폴란드          |                     |
| 포르투갈        |                     |
| 루마니아        |                     |
| 러시아          |                     |
| 슬로바키아      |                     |
| 스페인          |                     |
| 스웨덴          |                     |
| 스위스          |                     |
| 태국            |                     |
| 튀르키예        |                     |
| 베트남          |                     |
| 대한민국        |                     |

## 영미법
| 국가           | 설명 |
| -------------- | ---- |
| 오스트레일리아 |      |
| 캐나다         |      |
| 키프로스       |      |
| 홍콩           |      |
| 인도           |      |
| 아일랜드       |      |
| 뉴질랜드       |      |
| 파키스탄       |      |
| 싱가포르       |      |
| 영국           |      |
| 미국           |      |

## 관습법
- 몰디브
- 몽골
- 스리랑카

## 종교법
- 사우디아라비아
- 이란
- 수단
- 시리아
- 바티칸 시국

## 여러 법계의 성격이 혼합된 경우

### 대륙법과 영미법
| 국가                 | 설명 |
| -------------------- | ---- |
| 아르헨티나           |      |
| 보츠와나             |      |
| 이스라엘             |      |
| 레소토               |      |
| 루이지애나주 ( 미국) |      |
| 몰타                 |      |
| 모리셔스             |      |
| 나미비아             |      |
| 필리핀               |      |
| 푸에르토리코 ( 미국) |      |
| 퀘벡주 ( 캐나다)     |      |
| 스코틀랜드 ( 영국)   |      |
| 세이셸               |      |
| 남아프리카 공화국    |      |
| 에스와티니           |      |
| 짐바브웨             |      |

### 대륙법과 관습법
| 국가   | 설명 |
| ------ | ---- |
| 안도라 |      |

## 같이 보기
- 법계
- 법체계